# International Superstar Soccer 64
International Superstar Soccer 64 (oficialmente abreviado como ISS 64, conocido también como Jikkyou World Soccer 3 en Japón), es un videojuego de fútbol desarrollado y publicado por Konami. 

## Modos de Juego
El juego cuenta con la modalidad de partido amistoso llamado Open Game. La modalidad international permite al jugador seleccionar un equipo y participar con él en un modo torneo. La modalidad World League, da la posibilidad de jugar hasta 70 partidos. La modalidad P.K. permite al jugador jugar una tanda de penales. El modo Scenario, permite al jugador jugar partidos con pruebas para que el jugador pueda superar. El modo Training permite al jugador realizar diferentes tipos de entrenamiento. El modo opciones permite al jugador editar el juego incluyendo la creación de personajes.

## Selecciones nacionales
El juego contiene un total de 24 selecciones para la versión japonesa agregando 8 selecciones para la versión americana y europea para un total de 36 selecciones nacionales.
| - Alemania - Francia - Italia - Suiza - Noruega - Dinamarca - Suecia - España - Portugal - Países Bajos - Inglaterra - Rusia - Croacia - Rumania | - Bulgaria - República Checa - Japón - Corea del Sur - Turquía - Camerún - Nigeria - Sudáfrica - Brasil - Argentina - Colombia - México - Uruguay - Estados Unidos | Exclusivos USA/Europa - Bélgica - Austria - Grecia - Gales - Escocia - Irlanda - Irlanda del Norte - Polonia | Exclusivos Japón - Irán - Arabia Saudita - Emiratos Árabes Unidos - Paraguay - Bolivia - Canadá - Yugoslavia - Australia |

## Estadios
- Euro centre Stadium
- Euro International Stadium
- Asian Stadium
- S.A. Main Stadium
- African Stadium

## Ronaldinho Soccer 64
Una edición pirata de Internacional Superstar Soccer 64, se convirtió en un meme popular de Internet en mayo de 2020. Esta versión pirata cambia el idioma del locutor a portugués con algunas palabras portuguesas reemplazadas por otras en español. El juego homónimo fue lanzado en enero de 1998 para la consola de videojuegos Nintendo 64. Fue lanzado en el mercado brasileño por la desarrolladora de juegos peruana TEG Perú.